# Мур-Кэмпбелл, Джеймс, 5-й граф Лаудон
Джеймс Мур-Кэмпбелл, 5-й граф Лаудон (англ. James Mure-Campbell, 5th Earl of Loudoun; 11 февраля 1726 — 28 апреля 1786) — шотландский аристократ, солдат и член парламента.

## Биография
Родился 11 февраля 1726 года. Единственный сын достопочтенного сэра Джеймса Кэмпбелла (ок. 1680—1745), и леди Джин Бойл (? — 1729), дочери Дэвида Бойла, 1-го графа Глазго.
Он принял фамилию Мур в 1729 году, унаследовав поместье Роуэллан около Килморса, Айршир, от своей бабушки Джин Мур, графини Глазго (? — 1724), наследницы семьи Мур из Роуэллана.
В 1745 году после смерти своего отца в битве при Фонтенуа он унаследовал поместье Лоуэрса близ Перта.
В 1745 году Джеймс Мур-Кэмпбелл получил звание капитана в шотландском полку Греев. Он получил звание подполковника в 21-м драгунском полку (1757—1763), затем служил в чине подполковника во 2-м драгунском гвардейском полку. Он получил звание генерал-майора в 1781 году.
Представлял Айршир в Палате общин Великобритании в 1754—1761 годах.
27 апреля 1782 года после смерти своего двоюродного брата, Джона Кэмпбелла, 4-го графа Лаудона (1705—1782), Джеймс Мур-Кэмпбелл унаследовал титулы 5-го графа Лаудона (Пэрство Шотландии), 5-го лорда Тарринзина и Мохлина (Пэрство Шотландии) и 6-го лорда Кэмпбелла из Лаудона (Пэрство Шотландии).
30 апреля 1777 года Джеймс Мур-Кэмпбелл женился на Флоре Маклеод (? — 2 сентября 1780), дочери Джона Маклеода из Расея, от брака с которой у него была одна дочь:
- Флора Мур-Кэмпбелл, 6-я графиня Лаудон (август 1780 — 8 января 1840), она вышла замуж в 1804 году за Фрэнсиса Роудона-Гастингса, 2-го графа Мойры (9 декабря 1754 — 28 ноября 1826), впоследствии генерал-губернатора Индии, губернатора Мальты и маркиза Гастингса.